# 앙가우르 전투
앙가우르 전투(Battle of Angaur, 1944년 9월 17일 – 10월 22일)는 제2차 세계 대전의 마리아나·팔라우 제도 전역의 마지막 전투이다. 비행장 건설을 의도한 미군은 펠렐리우 전투를 끝내고 상륙한 이틀 뒤인 9월 17일에 상륙전을 시작했다. 압도적인 병력으로 9월 30일에 섬을 전면 점령했다. 이 전투는 1944년 6월부터 같은 해 11월까지 진행된 ‘태평양 전역 작전’과 ‘막다른 궁지 II 작전’에서 약탈자 작전으로 알려진 더 큰 공격 작전의 일부였다.:16

## 배경
앙가우르는 길이가 4.8km 밖에 되지 않는 펠렐리우에서 11km 떨어진 인산염이 매장되어 있는 작은 석회암 섬이다.:13 1944년 중반, 일본은 1,400명의 부대를 그 섬에 배치를 했다. 이들은 모두 이노우에 사다에 소장 휘하의 직속 사령관으로 앙가우르에 주둔한 고토 소령이 이끄는 팔라우 군 소속이었다.:39
마샬 군도 함락 이후 팔라우 제도의 약한 방비와 비행장을 건설할 수 있는 잠재력은 미국에게는 매력적인 대상이 되고도 남았지만, 상륙에 필요한 장비 부족은 팔라우 작전이 마리아나 제도를 확보할 때까지는 불가능함을 의미했다.
펠렐리우 전투가 잘 마무리되자, 제81보병 사단 소속의 제322연대는 북부의 비치 레드로 상륙할 예정이었고, 321연대는 동쪽의 비치 블루로 상륙할 예정이었다.:21

## 전투 후
전투 중에도 비행장은 건설되고 있었지만, 팔라우 제도 작전 시작의 지연은 1944년 10월에 있을 필리핀 작전 시작에 맞추어 비행장이 제 때에 준비되지 못함을 의미했다. 윌리엄 F. 해즐리 주니어 장군은 팔라우 제도 침공 이전에 그 작전이 불필요하고 주장했고, 군 사학자들도 81 보병 사단이 얻었던 전투 경험이 주요 이익이라고 주장하는 그의 의견에 동의를 하고 있다.
전투가 지속되는 동안, 해군 공병대(Seabee)는 제494 폭격대의 B24 폭격기를 거치할 활주로를 만들었다. 949 폭격대는 필리핀과 다른 팔라우 제도에 잦은 폭격 출격을 하고 있었다.:91